# Nilus ornatus
Nilus ornatus är en spindelart som beskrevs av Lucien Berland 1924. Nilus ornatus ingår i släktet Nilus och familjen vårdnätsspindlar.
Artens utbredningsområde är Nya Kaledonien. Inga underarter finns listade i Catalogue of Life.